# Jászai József
Jászai József (Rábatamási, 1898. december 13. – Balatonfüred, 1989. március 5.) tanár, múzeumalapító, helytörténész.

## Élete
Kántortanító családból származott. A Pápai Állami Tanítóképző Intézetben tanítói oklevelet, majd a budapesti Tanítóképző Intézetben polgári iskolai tanári oklevelet szerzett. Ezután a pápai Római Katolikus Polgári Fiúiskola tanára volt több évtizeden keresztül. 1945 után kinevezték a Kertvárosi Általános Iskola igazgatójává, ahol nyugdíjba vonulásáig működött.
Megszervezte a honismereti szakkört, melynek keretében a gyermekek a szüleikkel közösen Pápán és környékén megkezdték a helytörténeti, néprajzi jellegű muzeális tárgyak összegyűjtését. Ez képezte alapját a pápai Városi Múzeumnak. Volt cserkészparancsnok, legényegylet-vezető és dirigens is. Több diákját is megtanította hangszereken játszani. A Pápai Pedagógus Színjátszó Csoport megalapításában is közreműködött.

## Művei
- A Hanság. Veszprém, 1941.
- Rábatamási község múltja és jelene. Sopron, 1942.
- Pápa, a katolikus város. Veszprém, 1942.
- Kisfilmek Pápáról és környékéről. 1930–1945.